# Eudóxio de Antioquia
Eudóxio de Antioquia (m. 370) foi um Arcebispo de Constantinopla, de 27 de janeiro de 360 até sua morte, em 370, tendo sido anteriormente Bispo de Germanícia e Bispo de Antioquia entre 350 e 357 ou entre 358 e 359, dependendo da fonte. Foi um dos mais influentes arianos.

## História
Santo Eustácio foi bispo de Antioquia entre 324 e 331 e considerava a doutrina de Eudóxio frágil e, por isso, recusou-se a ordená-lo. Ainda assim, logo que Eustácio foi deposto, os arianos - ou eusebianos, por causa de Eusébio de Nicomédia - consagraram Eudóxio como bispo de Germanícia, nos confins da Cilícia. Ele manteve esta posição por pelo menos 17 anos, em boa medida durante o período principal de intrigas contra Atanásio e dos reinados dos filhos de Constantino.

### Concílio de Antioquia
Em 341, o Concílio da Dedicação (ou Encaenia) foi realizado sob a liderança de Placêncio em Antioquia e Eudóxio esteve lá. Ele era um ariano pura e simplesmente, um discípulo de Aécio e amigo de Eunômio de Cízico. O concílio resultou em quatro credos, nos quais os eusebianos conseguiram tornar a sua doutrina tão plausível quanto poderiam, sendo que o segundo destes acabou conhecido como o "Credo da Dedicação".
Atanásio conta que Eudóxio foi enviado com Martírio e Macedônio para levar o novo credo de Antioquia para Itália. Porém, este novo credo pode ter sido o Macrostich (ou "Longa Fórmula"), concebido em um outro Concílio de Antioquia, posterior.

### Concílios em Sárdica e Filipópolis
Em 343 ou 347, os concílios rivais de Sárdica e Filipópolis foram realizados. Neste último foi concebido um credo ainda mais ariano que os de Antioquia e ele foi novamente assinado por Eudóxio. Entre 355 e 359, Eudóxio estava em companhia do imperador romano do ocidente, quando chegaram notícias da morte de Leôncio de Antioquia. Sob a falsa alegação de que teria de se retirar para resolver problemas em Germanícia, Eudóxio correu até Antioquia e, apresentando-se como enviado do imperador, conseguiu se fazer bispo, imediatamente enviando Ásfalus, um presbítero de Antioquia, para tentar o melhor na corte em Constantinopla. O imperador Constâncio II escreveu assim para a igreja de Antioquia: "Eudóxio foi procurá-los sem que eu o tenha enviado... À que restrições serão os homens disciplinados, is que desavergonhadamente pulam de cidade em cidade, procurando com um desejo dos mais ímpios todas as circunstâncias possíveis para se enriquecerem?"[carece de fontes?].

### Concílio de Sirmio
No primeiro ano de seu episcopado em Antioquia, Eudóxio realizou um Concílio de Sirmio, que produziu um credo semi-ariano. Podemos ter uma ideia da recepção entre os homoousianos de seu sermão a partir de três diferentes fontes. Hilário de Poitiers, então no oriente, ouviu Eudóxio em sua catedral e desejou ser surdo por causa da linguagem, que considerou horrivelmente blasfema. Teodoreto e Epifânio de Salamina o relatam como alguém que alegava ter o mesmo conhecido sobre Deus como Ele de Si próprio.

### Concílio de Selêucia e consagração em Constantinopla
Em 359, um concílio foi realizado em Selêucia Isaura, com os ortodoxos consistindo de uma pequena parte dos atendentes e onde a maioria assinou novamente o "Credo da Dedicação". Eudóxio, novamente presente, foi deposto pelos partidários de Basílio de Ancira e parece ter procurado refúgio no abrigo da corte em Constantinopla. Lá, com a ajuda dos acacianos (semi-arianos também), ele assegurou para si a posição de bispo quando Macedônio foi deposto, tomando posse do trono em 27 de janeiro de 360 na presença de 72 bispos. Em 15 de fevereiro, a grande igreja de Constantinopla, Basílica de Santa Sofia, iniciada em 342 por Constâncio II, foi dedicada.
Eudóxio, já no trono episcopal e perante uma multidão de espectadores formada por cortesãos, clérigos e cidadãos, iniciou seu discurso com as seguintes palavras: "O Pai é asebes [impio], o Filho é eusebes [pio].". Um grande tumulto de pessoas indignadas se iniciou por todos os lados da igreja. O orador, inalterado, explicou: "O Pai é asebes pois Ele não venera ninguém; o Filho é eusebes pois ele venera o Pai." A nova catedral novamente ecoou com gargalhadas incontroladas. Assim conta Sócrates Escolástico (em sua História Eclesiástica).
Eudóxio consagrou ainda seu amigo Eunômio para a sé de Cízico, mas logo o imperador Constâncio II ordenou que ele o depusesse tamanhas foram as reclamações que recebeu. Eudóxio cedeu ao comando do imperador e silenciosamente persuadiu Eunômio a se aposentar.

## Anos finais
Em 365, um ataque foi feito contra Eudóxio pelos semi-arianos hoje conhecidos como macedonianos. Reunidos num Concílio em Lâmpsaco, eles assinaram o "Credo da Dedicação", citaram Eudóxio e seu partido e, como eles não apareceram, sentenciaram-no à perda do cargo. Porém, o imperador romano do Oriente Valente negou-se a confirmar os trabalhos.
Em 367, Valente, na época em que estava saindo para a guerra contra os godos, foi induzido pela esposa ariana, Albia Dominica, a receber o batismo de Eudóxio. No mesmo ano ele publicou, provavelmente sob a influência de Eudóxio, uma ordem para que os bispos que tinham sido banidos por Constâncio e reconvocados por Juliano, o Apóstata, fossem novamente banidos.
Eudóxio morreu em 370.